# Bellubrunnus
Bellubrunnus is een geslacht van uitgestorven pterosauriërs, behorend tot de groep van de Breviquartossa, dat tijdens het Laat-Jura leefde in het gebied van het huidige Duitsland. De enige benoemde soort is Bellubrunnus rothgaengeri.

## Vondst en naamgeving
In de zomer 2002 werd tijdens paleontologische opgravingen geleid door Monika Rothgaenger in de kalksteengroeve van Kohlstatt bij Brunn in het noorden van Beieren het skelet gevonden van een kleine pterosauriër. In 2003 werd dit geprepareerd door Martin Kapitzke en daarna tentoongesteld in het Solnhofen-Museum, gelabeld als een exemplaar van Rhamphorhynchus. In 2010 werd de Britse paleontoloog David Hone er door een postdoctorale studente die de fossielen van het museum onderzocht in het kader van een promotieonderzoek naar kwallen, Laetita Adler, opmerkzaam op gemaakt dat het specimen sterk afweek van Rhamphorhynchus en een nog onbekend type moest vertegenwoordigen. Toen Hone op onderzoek uitging, bleek hem dat collega Eberhard Frey onafhankelijk tot dezelfde conclusie gekomen was. Beide paleontologen besloten het exemplaar samen nauwgezet te bestuderen met als resultaat dat ze konden vaststellen dat het inderdaad een nog onbeschreven soort betrof.

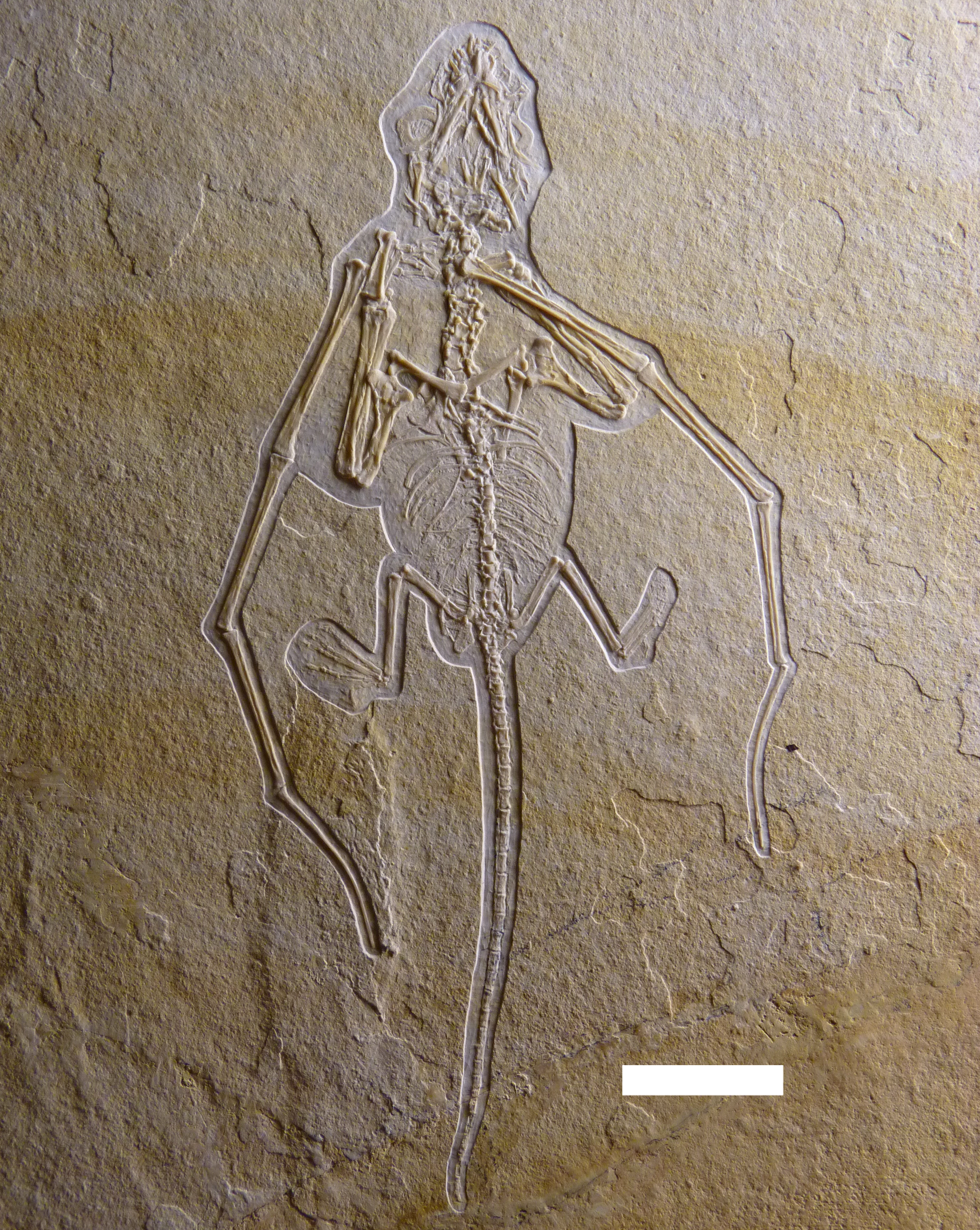
Het holotype BSP–1993–XVIII–2; de maatbalk heeft een lengte van één centimeter

In 2012 werd de typesoort Bellubrunnus rothgaengeri benoemd en beschreven door Hone, Helmut Tischlinger, Frey en Martin Röper. De geslachtsnaam verbindt het Latijnse bellus, 'schoon', met de naam van Brunn en is bedoeld als weergave van het Duitse der Schöne von Brunn. De soortaanduiding eert Rothgaenger. Met toepassing van de normale verbindingsklank en gezien het feit dat Rothgaenger een vrouw is, had de soortnaam eigenlijk 'Bellobrunnus rothgaengerae' moeten luiden; dit kan niet meer worden hersteld.
Het holotype, BSP–1993–XVIII–2, (eerder BSP XVIII–VFKO–A12) is gevonden in de Plattenkalk van het Pfraundorf-Heitzenhofenbassin, zeeafzettingen behorend tot de Beckeri-zone, en daarbinnen tot de Subeumela-subzone en die daarmee dateren uit het late maar niet laatste Kimmeridgien; ze zijn honderdduizenden jaren ouder dan de Solnhofener kalksteen en ruim 151 miljoen jaar geleden ontstaan. Het bestaat uit een vrijwel volledig skelet met schedel van een jong dier, platgedrukt op een enkele plaat. Het dier is vanaf de onderzijde zichtbaar. Het omvat geen afdrukken van de weke delen en evenmin omzettingsresten daarvan zoals uit onderzoek met ultravioletlicht door Tischlinger bleek. Hoewel in bruikleen bij het Solnhofenmuseum maakt het deel uit van de collectie van de Bayerische Staatssammlung für Paläontologie und historische Geologie.

## Beschrijving

### Grootte en onderscheidende kenmerken
Het holotype van Bellubrunnus betreft een jong dier met een vleugelspanwijdte van minder dan dertig centimeter. Het is daarmee een van de kleinste bekende pterosauriërspecimina; alleen sommige van Rhamphorhynchus zijn duidelijk nog wat kleiner.
De beschrijvers wisten enkele onderscheidende kenmerken vast te stellen. Het aantal tanden bedraagt in totaal maximaal tweeëntwintig. De staart is niet verstijfd door lange gewrichtsuitsteeksels of chevrons. De onderkant van de opperarmbeenschacht is recht. Het opperarmbeen is beduidend langer dan het dijbeen met 140% van diens lengte. De dijbeenkop heeft geen nek.

### Skelet

#### Schedel en onderkaken

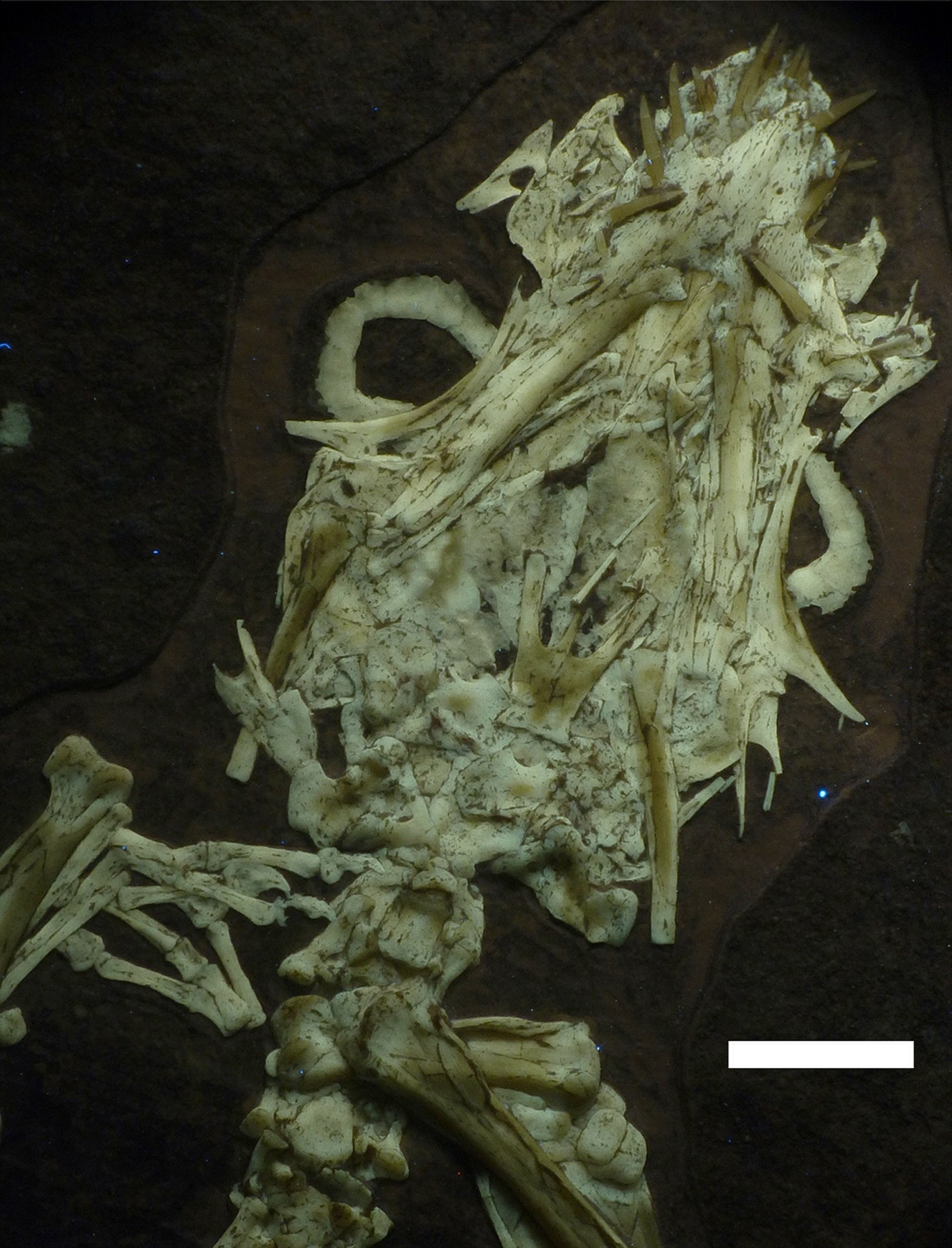
De schedel van onderen bezien. De maatbalk is vijf millimeter lang

Hoewel de schedel vermoedelijk vrijwel geheel aanwezig is, bleek het lastig details vast te stellen doordat het cranium helemaal platgedrukt is en slechts van onderen zichtbaar zodat de onderkaken de schedeldelen bedekken. De schedel is ongeveer drieëntwintig millimeter lang. De vorm ervan is in onderaanzicht ruwweg driehoekig, waarbij de achterste basis dertien millimeter breed is. De kop was dus opvallend kort voor een pterosauriër. Naar voren loopt de kop uit in een punt waarvan het voorste gedeelte echter weer afgestompt is. De grootte van de oogkassen is af te leiden uit beide scleraalringen die bij het fossiel gaaf naast de eigenlijke schedel geroteerd zijn en een buitenste doorsnede hebben van zes millimeter en een binnenste van drie millimeter. Hieruit blijkt dat de schedel bij het levende dier niet afgeplat was en achteraan een hoogte bereikte van ongeveer een derde van de schedellengte.

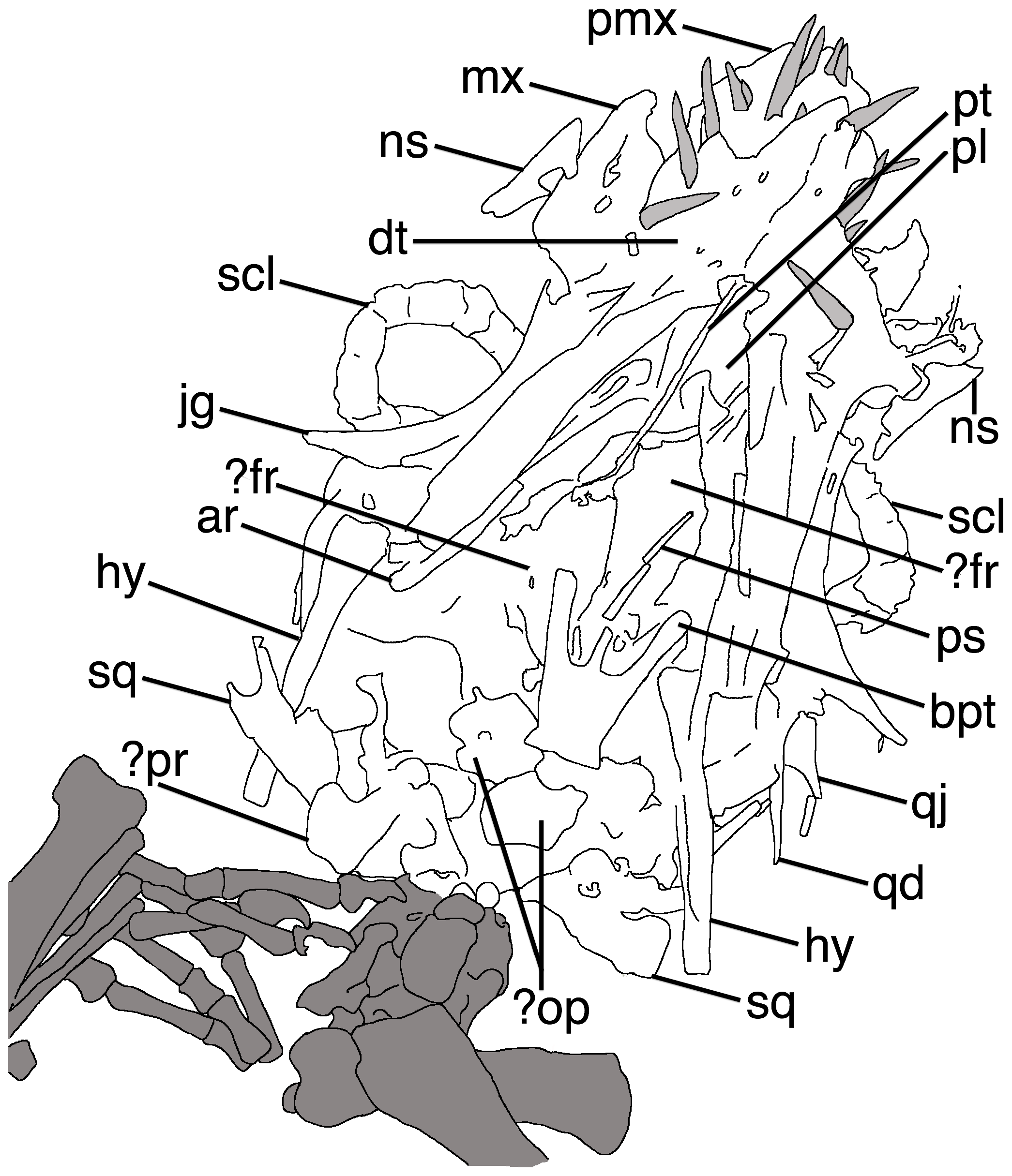
Diagram van de schedel

Verschillende schedeldelen, zoals de driehoekige bovenkaaksbeenderen (maxillae of 'mx' in het diagram), de driehoekige neusbeenderen (ns) en de boemerangvormige jukbeenderen (jg) zijn aan beide zijden losgebroken en liggen nu gedraaid naast de kop zodat hun buitenste zijkanten te zien zijn in plaats van de onderkanten. De oogkassen zijn groot en cirkelvormig zoals bij een jong dier te verwachten viel. De scleraalringen (scl) bestaan uit veertien kleine beenplaatjes. Het quadratojugale (qj) is driehoekig. De squamosa (sq) van de bovenste achterste zijkanten van de schedel, zijn plaatvormig. In het verhemelte vormen beide verhemeltebeenderen (pl), ten dele bedekt door dunne uitlopers van het pterygoïde (pt), de U-vormige voorrand van een opening, de fenestra palatina. Daarachter is een structuur als een drietand zichtbaar, waarvan de middelste punt gevormd wordt door het parasfenoïde (ps) van de voorste hersenpan en de onder een hoek van 20° uitstekende zijranden door de basipterygoïden (bpt) van de onderste hersenpan.
De onderkaken zijn vooraan, in hun tanddragende beenderen, de dentaria (dt), verbonden in een puntige symfyse. Achteraan is hun angulare (ar) zichtbaar. Achter de onderkaken zijn twee rechte lange ceratobranchialia van het tongbeen (hyoïde of 'hy') gevonden; deze zijn tamelijk robuust met een doorsnede die een tiende bedraagt van de lengte.
Het totaal aan zichtbare tanden in de gehele kop bedraagt eenentwintig; vooropgesteld dat ze perfect gepaard waren moet het minimumaantal dan op tweeëntwintig gelegen hebben. Het totaal is echter bereikt door ook een kleine tand in de praemaxilla mee te tellen die wellicht een vervangingstand was: in dat geval was het aantal tandposities wellicht slechts twintig. Het is gezien hun vorm en positie niet waarschijnlijk dat er een tand gemist is maar het is lastig de tanden correct over de bovenkaken of de onderkaken te verdelen. De tanden zijn scherp en lang met een ronde doorsnede. Bij het fossiel liggen ze naar buiten en voren toe en steken buiten de randen van de kaken uit. Dit is vermoedelijk grotendeels geen gevolg van de compressie maar hun natuurlijke positie die ook van verwante soorten bekend is. Ze zijn erg recht en niet extreem verlengd zodat ze niet op gekromde slagtanden lijken. De langste tanden staan voor in de onderkaak en het bovenkaaksbeen. De tanden in de snuitpunt, de praemaxilla (pmx), zijn half zo lang. Naar achteren verkorten de tanden geleidelijk tot een lengte iets onder die van de premaxillaire tanden.

#### Postcrania

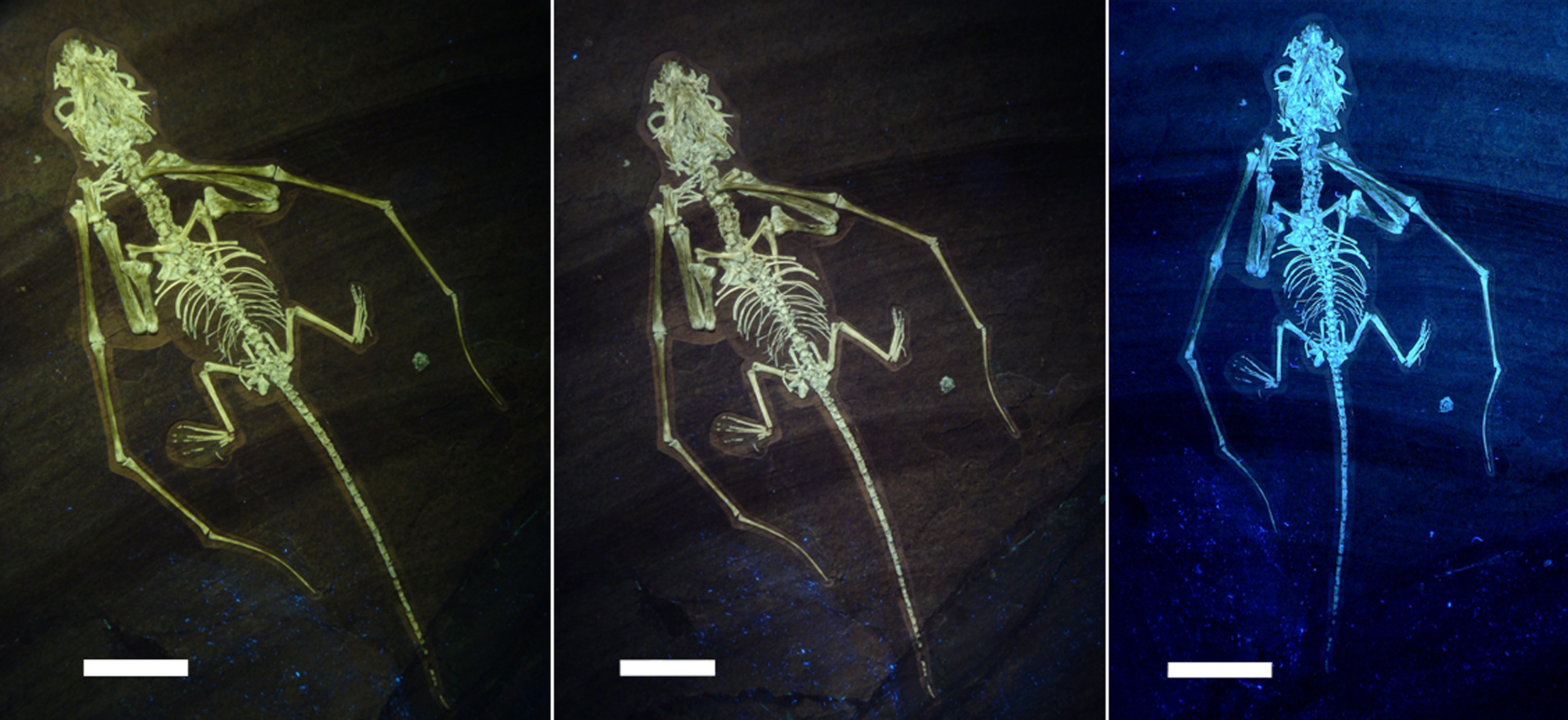
Het skelet gefotografeerd met verschillende uv-golflengten

De wervelkolom bestaat vermoedelijk uit negen halswervels, zeventien ruggenwervels, drie sacrale wervels en negenendertig staartwervels.

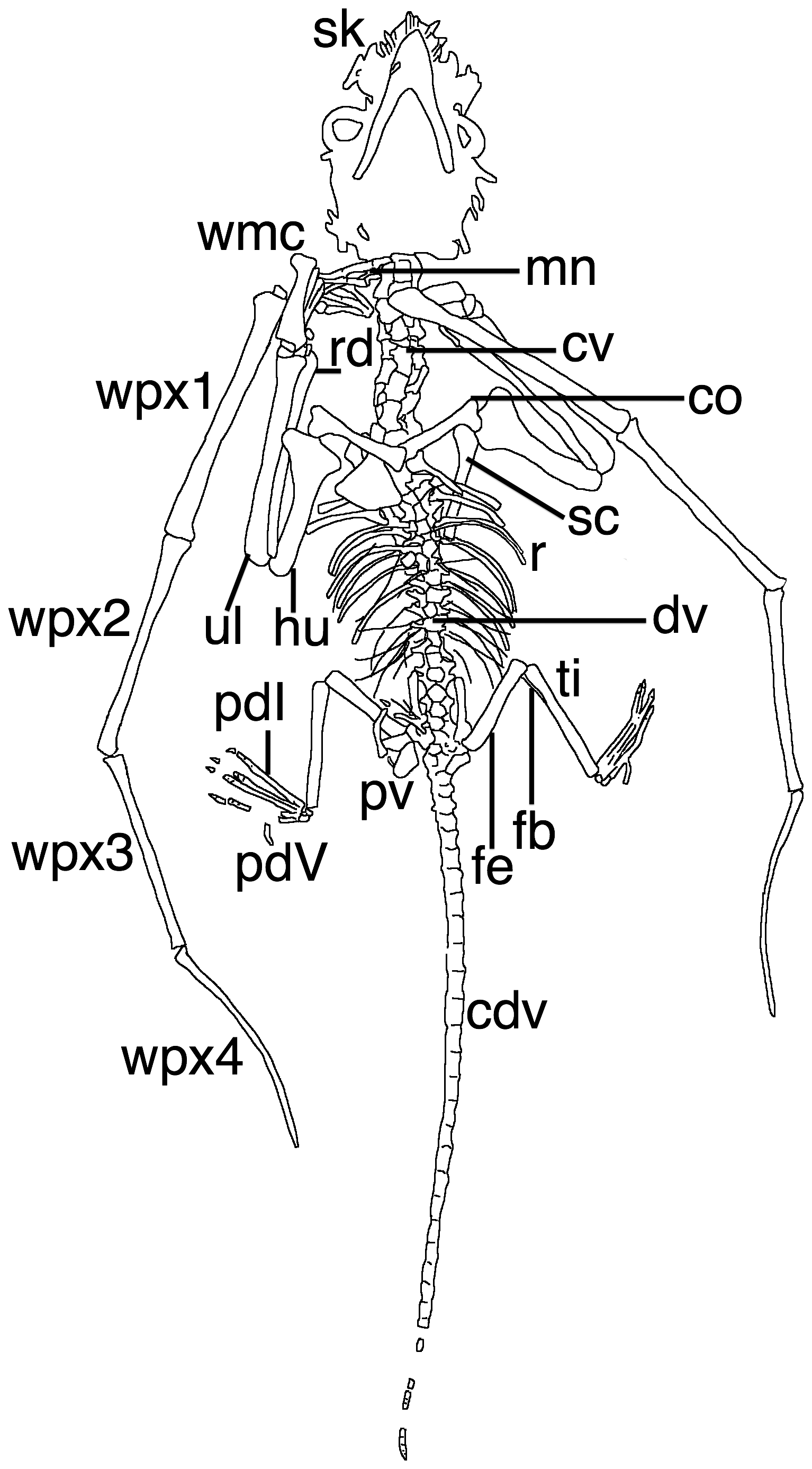
Diagram van het skelet als geheel

De nek heeft een lengte van zo'n twee centimeter. De halswervels ("cv") zijn matig verlengd, iets langer dan breed. De wervellichamen zijn cilindervormig met licht verbrede uiteinden; bij de achterste wervels is er een lichte insnoering bij de achterkant van het wervelcentrum. De nekribben zijn korter dan de wervellichamen en zijn robuust met afgeplatte uiteinden. De rug heeft een lengte van vijfentwintig millimeter. De voorste dertien ruggenwervels (dv) dragen dubbelkoppige ribben (r). Er zijn vijf dunne buikribben aangetroffen; het totale aantal is onduidelijk. De sacrale wervels, samen vier millimeter lang, waren nog niet vergroeid tot een heiligbeen; ze zijn van de ruggenwervels te onderscheiden door iets bredere centra en verbrede zijuitsteeksels die als sacrale ribben kunnen gelden. De staart heeft een lengte van eenenzeventig millimeter. De staartwervels (cdv) hebben niet de aanpassingen aan een extreme verstijving van de staart zoals die bij alle bekende verwanten voorkomen. De voorste en achterste gewrichtsuitsteeksels, de zygapofysen, zijn wel verlengd maar niet verder dan de helft van de lengte van het wervellichaam zodat een vrij grote mate van bewegingsvrijheid mogelijk bleef. De chevrons onderaan zijn langer en dunner maar halen slechts driemaal de wervellengte tegenover vijfmaal bij Rhamphorhynchus. Daarbij zijn zygapofysen noch chevrons met elkaar vervlochten tot omsluitende draadbundels.
In de schoudergordel is het schouderblad (scapula of 'sc' in het diagram) iets langer dan het ravenbeksbeen (os coracoides of 'co'). Beide elementen zijn nog niet vergroeid, lang en recht. Het borstbeen is vrij klein en waaiervormig, acht millimeter lang en zeven breed, met een grote naar voren uitstekende punt, de cristospina, die bijna net zo lang is als het hoofdlichaam. Het borstbeen heeft geen doorboringen of openingen.

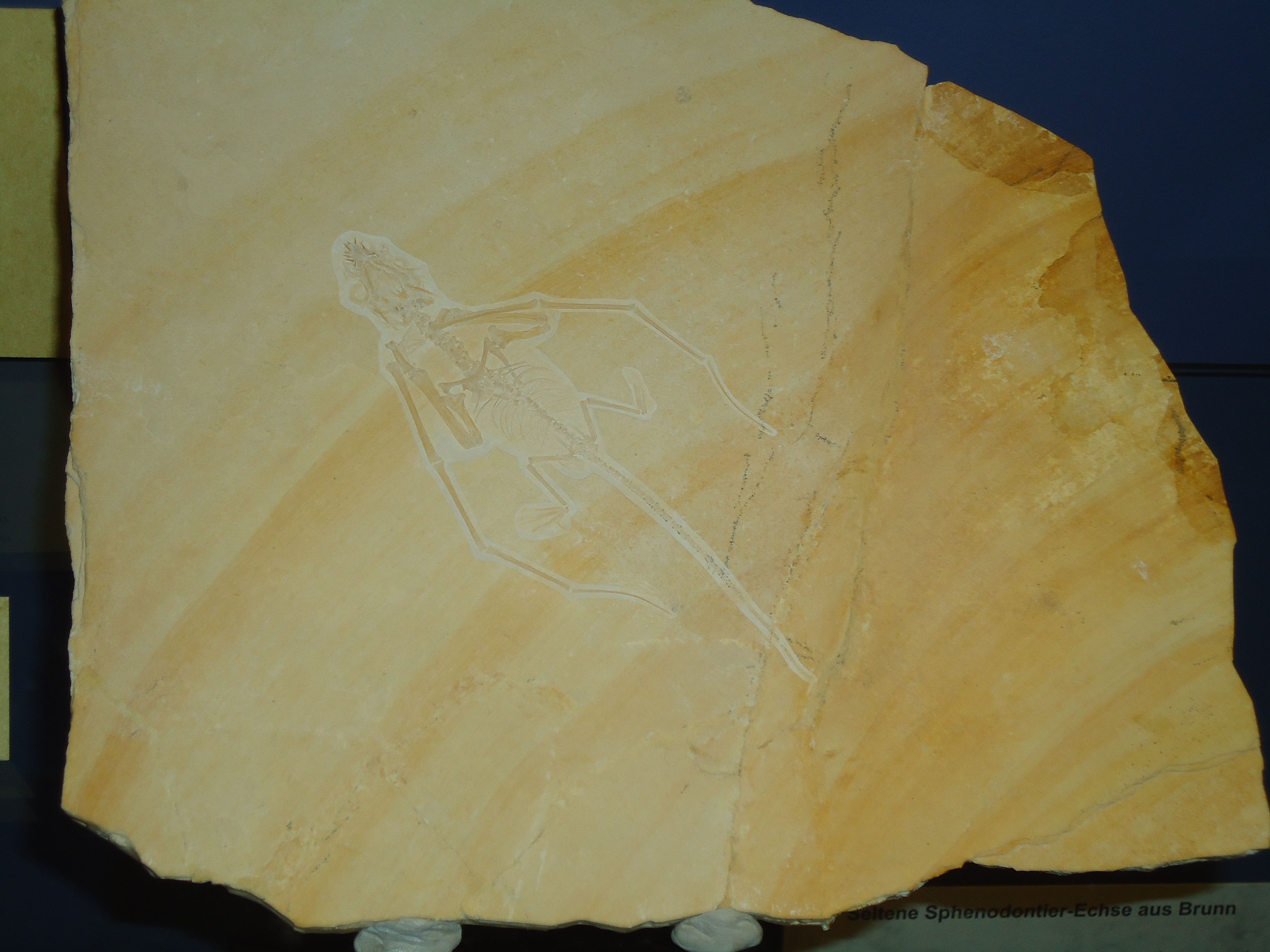
Het holotype zoals tentoongesteld vóór de beschrijving

Het opperarmbeen (humerus, 'hu'), veertien millimeter lang, is erg recht; het onderste uiteinde mist de kromming die bij veel verwanten wel aanwezig is. De deltopectorale kam is lang en tongvormig. In de onderarm zijn spaakbeen (radius, 'rd') en ellepijp (ulna, 'ul') ongeveer even lang met tweeëntwintig millimeter en robuuste, rechte elementen. In de pols zijn de vier carpalia nog niet versmolten. Het pteroïde dat een membraan op de voorvleugel richting nek ondersteunt, is recht, kort en dun. Het merendeel van de handbeenderen (manus, 'mn') is vrij klein met een formule van de vingerkootjes van 2-3-4-4-0. De handklauwen zijn kort, recht en robuust, achteraan ongeveer tweemaal zo hoog als hun dragende kootje. Het vierde middenhandsbeen (wmc) is robuust met een lengte van negen millimeter. Het versmalt naar onderen sterk maar loopt uit in een groot gewrichtsvlak waarbij het uitsteeksel voor de strekkende pees nog niet vergroeid is. De vingerkootjes van de, vierde, vleugelvinger zijn recht met uitzondering van het vierde kootje (wpx4). Dit laatste element is vrij sterk gekromd. Bij het fossiel ligt zowel bij de linkervleugel als de rechtervleugel het vierde kootje naar voren toe gebogen. De beschrijvers stelden dat dit hun natuurlijke positie was maar moesten daarvoor wel aannemen dat het vierde kootje van de linkervleugel 180° om zijn lengteas geroteerd was ten opzichte van de rest van de vleugelvinger waarvan de overige drie elementen namelijk onder eenzelfde hoek naar binnen gedraaid zijn zoals blijkt uit de oriëntatie van hun gewrichten; tegelijkertijd zou het daarvoor nodig zijn dat het derde kootje van de rechtervleugel (wpx3) 180° om zijn lengteas gedraaid was ten opzichte van zowel het tweede kootje als het vierde kootje hoewel de gewrichtsvlakken van het derde en vierde kootje op het oog perfect bij elkaar aansluiten. Als de interpretatie correct is, zou dit een uniek kenmerk van Bellubrunnus zijn want weliswaar hebben meerdere pterosauriërs gekromde vierde kootjes maar die zijn dan altijd naar binnen gericht. Het is door de beschrijvers opzettelijk niet formeel als een autapomorfie van Bellubrunnus aangemerkt zolang als dit afwijkende kenmerk niet door een tweede exemplaar gevestigd kan worden. De vier kootjes van de vierde vinger hebben een lengte van respectievelijk zevenentwintig, drieëntwintig, twintig/eenentwintig (links/rechts) en drieëntwintig millimeter, waarbij bij het laatste, vierde, kootje de lengte in een rechte lijn gemeten is, niet langs de kromme. Het vierde kootje is dus langer dan het derde, wat opnieuw een uitzonderlijk kenmerk is.
De bekkendelen (pelvis, 'pv') zijn nog niet volledig met elkaar vergroeid. Het darmbeen heeft een lang voorblad dat vooraan verwijd en afgerond is. Het schaambeen is plaatvormig met een rechte voorrand en een schuin naar achteren en boven lopende onderrand. Het zitbeen heeft de vorm van een waaiervormige, schuin naar achteren en onderen stekende, plaat. Schaambeen en zitbeen zijn over hun bovenste derde deel verbonden, met een kleine inkeping waar hun respectievelijke achterrand en voorrand elkaar raken. ter hoogte van het heupgewricht. De prepubis is een gevorkt element dat met zijn tegenhanger een H-vormige structuur schept.
De achterpoten zijn nogal kort. Het dijbeen (femur, 'fe') is kort, één centimeter lang, en recht met een kop die er onder een hoek van 90° uitsteekt, niet ervan gescheiden door een insnoerende "nek". De onderkant van het dijbeen is niet sterk verbreed. Het scheenbeen (tibia, 'ti') is eveneens recht, twaalf millimeter lang, en loopt naar beneden enigszins taps toe. Het kuitbeen (fibula, 'fb') is een beensplinter langs het scheenbeen. In de enkel zijn minstens drie tarsalia aanwezig maar hun identiteit kan niet worden vastgesteld doordat ze tamelijk vormeloos zijn door een onvolkomen verbening. In de voet zijn de middenvoetsbeenderen lang en recht; het eerste en tweede zijn met zes millimeter lengte iets langer dan het derde en vierde. Het vijfde is echter opvallend korter en draagt een klauwloze teen (pdV) waarvan het tweede kootje als een boemerang naar binnen draait; dit droeg vermoedelijk een vlies tussen beide voeten. De curve is overigens niet extreem. De formule van de teenkootjes is 2-3-4-5-2. De voetklauwen zijn vrij kort, plat en recht.

## Fylogenie
Bellubrunnus is door de beschrijvers in de Rhamphorhynchidae geplaatst en daarbinnen weer in de Rhamphorhynchinae. De beschrijvers speculeerden dat Bellubrunnus de directe voorouder van Rhamphorhynchus zou kunnen zijn geweest in een doorlopende chronogenus; zo'n relatie is echter moeilijk te bewijzen.

## Levenswijze
De lagen uit de groeve van Brunn zijn in zee afgezet. Het holotype van Bellubrunnus is tot nu toe de enige pterosauriër die bekend is uit de vindplaats waarin opvallend weinig landdieren bewaard zijn gebleven; verder zijn er alleen vier exemplaren van een brughagedis gevonden. Uit plantenresten en de algemene geologie valt echter op te maken dat de locatie vrij dicht bij kleinere eilanden gelegen moet hebben. Het ligt voor de hand aan te nemen dat Bellubrunnus een viseter was; behalve uit de mariene afzettingen blijkt dat ook uit de tandvorm die geoptimaliseerd lijkt een glibberige prooi te spietsen.
Het eigenaardige kenmerk van de naar voren gebogen vleugelpunten is, als het inderdaad als authentiek beschouwd moet worden, lastig te verklaren. Zulk een voorwaartse buiging verhoogt de luchtweerstand sterk en veroorzaakt turbulenties en instabiliteit. Dat laatste zou echter ook een voordeel kunnen opleveren doordat het de wendbaarheid vergroot. Een andere functie zou kunnen zijn dat het helpt een fladderen van het uiteinde van het vleugelmembraan te voorkomen, in combinatie met een andere oriëntatie van de bindweefselvezels, de actinofibrielen, van de vlieghuid.
Het exemplaar van Bellubrunnus, een jong dier, bevestigt al eerder opgemerkte trends tijdens de groei van pterosauriërs. De oogkassen zijn groot en de snuit is kort; later zou de schedel verlengen en platter worden. De mate van verbening en vergroeiing is typisch voor een individu van minder dan een jaar oud. Opvallend is echter dat het borstbeen al helemaal verbeend is.